# Palacio de Linlithgow
El palacio de Linlithgow está situado en la ciudad escocesa de Linlithgow, en el condado de West Lothian, a 24 kilómetros al noroeste de Edimburgo. 

## Historia
Una residencia real existió en este mismo sitio en el siglo XII, que fue reemplazada por una fortificación llamada «The Peel», la cáscara, en el siglo XIV durante el reinado de Eduardo I. El lugar era un perfecto emplazamiento militar que se encargaba de la seguridad de la ruta del castillo de Edimburgo al de Stirling. 

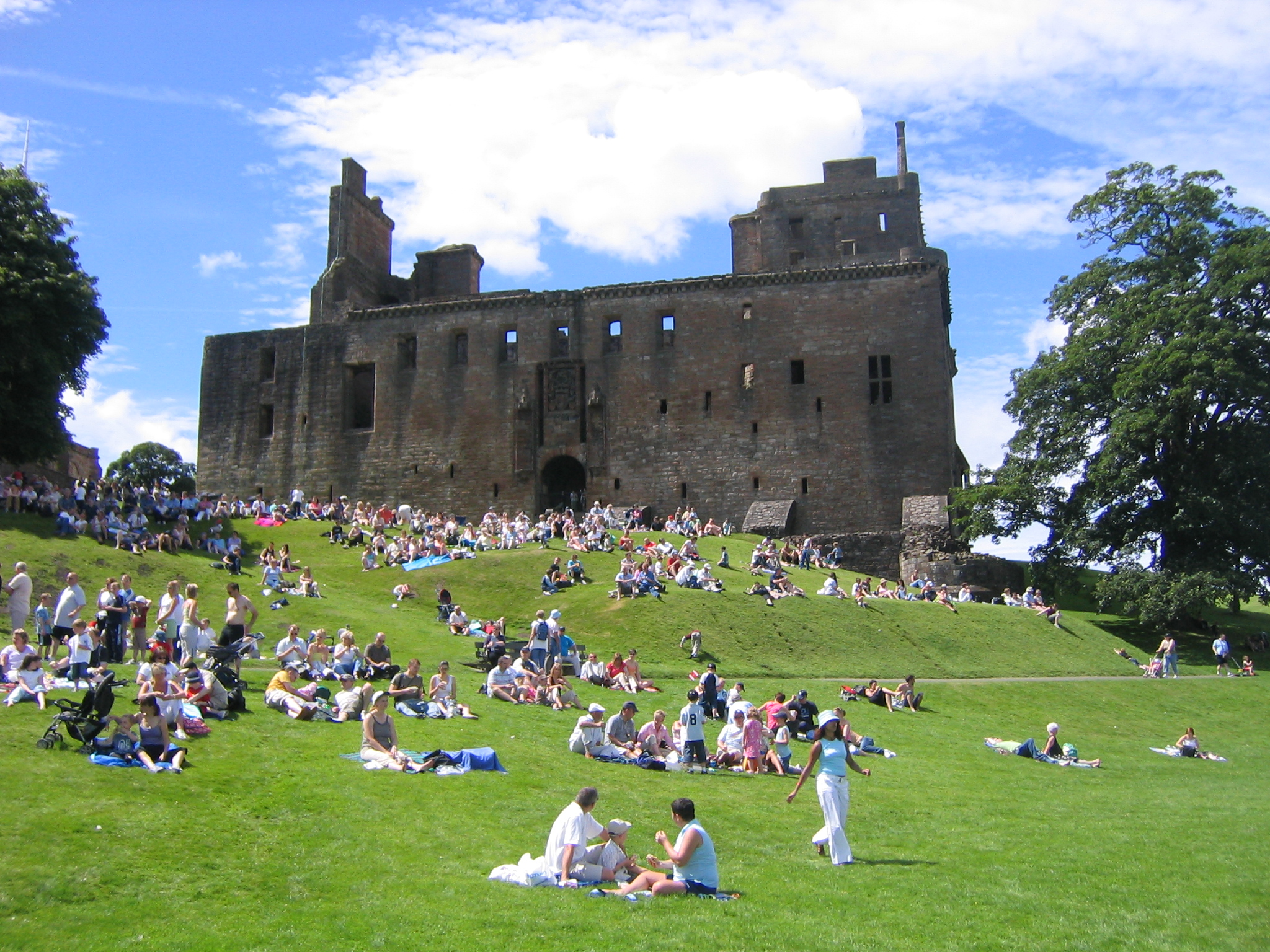
Fachada oriental del palacio de Linlithgow.

En 1424, el pueblo de Linlithgow fue parcialmente destruido por un enorme incendio. El rey Jacobo I de Escocia comenzó la reconversión de la fortaleza en una gran residencia palaciega para la familia real escocesa. Durante los siglos posteriores, las reformas lo fueron dotando formalmente de una estructura singular. Fue remodelada en numerosas ocasiones en los diferentes reinados de Jacobo III, Jacobo IV y Jacobo V, el cual nació en el palacio en abril de 1512. Este último le añadió la puerta de entrada exterior y una elaborada fuente ornamental. María I de Escocia    también nació en el palacio en diciembre de 1542 y ocasionalmente residió en él durante su reinado. Después de la Unión de las Coronas, inglesa y escocesa, en 1603, la corte real se estableció en Inglaterra y el palacio cayó en desuso. Aunque Jacobo VI de Escocia y I de Inglaterra reconstruyó el ala norte entre 1618 y 1622, el único monarca que visitó Linlithgow después de esa fecha fue Carlos I, que pasó una sola noche allí en 1633. 
La última gran oportunidad en el palacio llegó en septiembre de 1745, cuando el príncipe heredero Carlos visitó Linlithgow, aunque ni siquiera pasó la noche en él. Se cuenta que para la ocasión la fuente manó vino en conmemoración del ilustre visitante. El ejército del duque de Cumberland quemó la mayor parte de los edificios del palacio en enero de 1746. 
Linlithgow, ya en ruinas, ha sido conservado y restaurado desde el siglo XIX y forma parte de la ruta turística de la Escocia histórica, abriendo sus puertas a los visitantes durante todo el año.